# 갈란 에릴리흐
갈란 에릴리흐(Galan Erilich)는 510년에서 522년 사이 픽트인의 왕이었다.
《픽트 편년사》에서는 갈란이 드레스트 구르힌모흐의 뒤에 15년 재위했으며 그 뒤에는 드레스트 3세와 드레스트 4세가 공동재위했다고 한다.

## 참고 자료
- Anderson, Alan Orr, Early Sources of Scottish History A.D 500–1286, volume 1. Reprinted with corrections. Paul Watkins, Stamford, 1990. ISBN 1-871615-03-8
- Pictish Chronicle